# NGC 7516
NGC 7516 је лентикуларна галаксија у сазвежђу Пегаз која се налази на NGC листи објеката дубоког неба.
Деклинација објекта је + 20° 14' 56" а ректасцензија 23h 12m 51,8s. Привидна величина (магнитуда) објекта NGC 7516 износи 13,4 а фотографска магнитуда 14,4. NGC 7516 је још познат и под ознакама UGC 12420, MCG 3-59-10, CGCG 454-6, PGC 70703.